# Stephan Schad
Stephan Schad (* 9. Juli 1964 in Pforzheim) ist ein deutscher Schauspieler und Hörspielsprecher.

## Leben und Werk
Stephan Schad besuchte die Goetheschule Freie Waldorfschule Pforzheim und die Freie Waldorfschule Uhlandshöhe in Stuttgart. Von 1984 bis 1986 leistete er Zivildienst bei der Johanniter-Unfall-Hilfe in Stuttgart und von 1986 bis 1989 erhielt er eine Schauspielausbildung an der Hochschule für Musik und Darstellende Kunst Stuttgart. Anschließend wurde er ans Staatstheater Braunschweig engagiert und wirkte ab 1991 an den Städtischen Bühnen Krefeld/Mönchengladbach, ab 1995 am Staatstheater Karlsruhe, ab 1996 am Schauspiel in Frankfurt am Main und ab 1997 am Nationaltheater Mannheim. 1998 wechselte Schad ans Thalia Theater Hamburg, dort gehörte er für elf Jahre zum festen Ensemble und arbeitete u. a. mit Jürgen Flimm, Robert Wilson, Stephan Kimmig, Teddy Moskow und Stefan Bachmann zusammen. Von 2011 bis 2013 war er Ensemblemitglied am Deutschen Schauspielhaus Hamburg.
Stephan Schad spielte zahlreiche Rollen bei Film und Fernsehen und ist Sprecher bei NDR, WDR, Radio Bremen, SWR, Deutschlandfunk, Deutschlandradio Kultur sowie diversen Hörbuch-Verlagen. So ist seine Stimme unter anderem in den Audiofassungen von Feridun Zaimoglus Liebesbrand, Das Leben der Wünsche von Thomas Glavinic und der Kinderkrimireihe Die Zeitdetektive von Fabian Lenk zu hören.
Er arbeitet auch als Synchronsprecher; unter anderem leiht er Mikael Tornving als Patrik Agrell in der Serie GSI – Spezialeinheit Göteborg seine Stimme.
Schad gastiert seit Sommer 2009 am Thalia Theater, am St. Pauli Theater und an den Hamburger Kammerspielen und unterrichtet als Rollenlehrer an der Hochschule für Musik und Theater Hamburg.
Außerdem ist er Mitglied des Ensembles „Die Glücklichen“ seit der Gründung mit dem Debütfilm Swinger Club 2005 durch Jan Georg Schütte und hat seither bei allen Arbeiten dieser Truppe, darunter die Theaterreihe Swingers 2006, der Kinofilm Die Glücklichen 2008, die Fernsehserie Coffie to go 2009, das Hörspiel Seitenspringer 2010 und der Kinofilm Leg ihn um mitgewirkt.
Im Sommer 2013 war Stephan Schad bei den Bad Hersfelder Festspielen in der Titelrolle in Nathan der Weise zu sehen. Für seine Leistung wurde er mit dem Großen Hersfeld-Preis ausgezeichnet und gewann für diese Rolle auch den Publikumspreis 2013. 2015 spielte er dort mit großem Erfolg den Dorfrichter Adam in „Der zerbrochne Krug“ von Heinrich von Kleist.
In der Literaturverfilmung Das Tagebuch der Anne Frank, die im Frühjahr 2015 gedreht wurde und am 3. März 2016 in die Kinos kam, spielt Schad Hans Goslar, den Vater von Annes Freundin Hannah Pick-Goslar.
Im Mai/Juni 2019 stand Stephan Schad in Finnland bei den Dreharbeiten zur internationalen Produktion „NIMBY“ des Filmemachers Teemu Nikki in der Rolle des Hermann Hattenschweiler neben Leila Abdullah und Matti Onnismaa (uva.) vor der Kamera. Im Herbst 2019 spielte Stephan Schad die Episodenhauptrolle Joachim Bässler im Stuttgart-Tatort „Der Welten Lohn“ unter der Regie von Gerd Schneider.
2020 erarbeitete er für den neuen ARD-Spielfilm von Jan Georg Schütte und Lars Jessen „Für immer Sommer 90“ nach der Improvisationsmethode von J.G. Schütte an der Seite von Charly Hübner und Lisa Maria Potthoff die Figur des Christopher Johann Rissen.
Im Frühjahr 2021 drehte er unter der Regie von Philipp Osthus für die Reihe „Wilsberg“ und mit Matthias Tiefenbacher den Spielfilm „Ein toller Fang“ für die ARD an der Seite von Jutta Wachowiak.

## Filmografie (Auswahl)
- 2004: Tatort: Verlorene Töchter (Fernsehreihe)
- 2005: Wolffs Revier (Fernsehserie, Folge Herzblut)
- 2005: Einsatz in Hamburg – Superzahl: Mord (Fernsehreihe)
- 2005: Der Elefant – Mord verjährt nie (Fernsehserie, Folge Simulanten)
- 2006: Swinger Club
- 2007: Der Mungo (Kurzfilm)
- 2007: Tatort: Macht der Angst
- 2007, 2018: Notruf Hafenkante (Fernsehserie, verschiedene Rollen, 2 Folgen)
- 2008: Das Duo: Echte Kerle (Fernsehreihe)
- 2008: Die Lüge (Fernsehfilm)
- 2008: Was wenn der Tod uns scheidet?
- 2008: Tatort: Der Kormorankrieg
- 2008: Tatort: Der glückliche Tod
- 2009: Bella Block: Das Schweigen der Kommissarin (Fernsehreihe, Zweiteiler, 2. Teil)
- 2009: Tatort: Das Mädchen Galina
- 2010, 2020: SOKO Köln (Fernsehserie, Folgen Wer Wind sät, Aufruhr)
- 2010: KDD – Kriminaldauerdienst  (Fernsehserie, 2 Folgen)
- 2010, 2021, 2025: SOKO Leipzig (Fernsehserie, Folgen Hannahs Geständnis, Kowalskis Entscheidung, Blutlinie)
- 2010: In aller Freundschaft (Fernsehserie, Folge Kopf an Kopf)
- 2010: Küstenwache (Fernsehserie, Folge Um jeden Preis)
- 2010–2018: Großstadtrevier (Fernsehserie, verschiedene Rollen, 3 Folgen)
- 2010: Katie Fforde: Harriets Traum (Fernsehreihe)
- 2010: Die Tochter des Mörders (Fernsehfilm)
- 2011: Freilaufende Männer (Fernsehfilm)
- 2011: Bastard
- 2011: Tatort: Herrenabend
- 2012: Tod einer Brieftaube (Fernsehfilm)
- 2011: Nachtschicht – Reise in den Tod (Fernsehreihe)
- 2012: Die Kirche bleibt im Dorf
- 2012: Nachtschicht – Geld regiert die Welt
- 2012–2024: SOKO Stuttgart (Fernsehserie, 33 Folgen)
- 2013: Unter Feinden (Fernsehfilm)
- 2015: Blauwasserleben (Fernsehfilm)
- 2015: Stralsund: Der Anschlag (Fernsehreihe)
- 2015: Stralsund: Kreuzfeuer
- 2016: Mörderische Stille
- 2016: Die Dasslers – Pioniere, Brüder und Rivalen (Fernsehzweiteiler, Teil 1)
- 2016: Das Tagebuch der Anne Frank
- 2017: Marie Brand und das ewige Wettrennen (Fernsehreihe)
- 2018: Neben der Spur – Sag, es tut dir leid (Fernsehreihe)
- 2018: Sarah Kohr – Mord im Alten Land (Fernsehreihe)
- 2018: Tatort: Wir kriegen euch alle
- 2018: SOKO Hamburg (Fernsehserie, Folge Tod in der Schleuse)
- 2018: Gefangen – Der Fall K.
- 2019: Rate Your Date
- 2019: In aller Freundschaft – Die jungen Ärzte (Fernsehserie, Folge Gratwanderung)
- 2019: Morden im Norden (Fernsehserie, Folge Falsche Dosis)
- 2019: Die verschwundene Familie (Fernsehzweiteiler)
- 2019–2021: Käthe und ich:
- 2019: Dornröschen
- 2019: Das Findelkind
- 2020: Zurück ins Leben
- 2020: Papakind
- 2021: Im Schatten des Vaters
- 2020: Es ist zu deinem Besten
- 2020: Tatort: Der Welten Lohn
- 2021: Für immer Sommer 90
- 2021: Mutter, Kutter, Kind
- 2022: Wilsberg: Schmeckt nach Mord (Fernsehreihe)
- 2022: Die Discounter (Fernsehserie, Folge Herr Lewicki)
- 2023: Hotel Mondial (Fernsehserie, Folge Neben der Spur)

## Hörbuch, Hörspiel und Feature (Auswahl)
- 2000: Wolf Mittler – Ein Rundfunkreporter zwischen den Fronten – Autor: Thomas Gaevert – SWR2 Dschungel, 30 Min.
- 2005: Regina Leßner: James Dean (Legenden sterben nie) – Regie: Regina Leßner (Feature – NDR/RBB/ORF/SR)
- 2008: James Graham Ballard: Karneval der Alligatoren – Bearbeitung/Regie: Oliver Sturm (Hörspiel – NDR)
- 2011: Matthias Wittekindt: Totalverlust. Regie: Sven Stricker (Radio-Tatort – NDR)
- 2011: Folge 150 Die drei ??? Geisterbucht (als Nathan „Ismael“ Holbrook)
- 2013: Jakob Arjouni: Bruder Kemal; Bearbeitung und Regie: Alexander Schuhmacher (NDR)
- 2013: Dorothee Schmitz-Köster: Der Weinberg des neuen Herrn (Wie ein Siebenbürger Sachse auf altem Königsboden investiert) – Regie: Christiane Ohaus (Feature – RB/DKultur/NDR)
- 2014: Andreas H. Schmachtl: Tilda Apfelkern. Frühling, Sommer, Herbst und Winter – Ein schönes Jahr im Heckenrosenweg; Bearbeitung und Regie: Anja Hasse, JUMBO Neue Medien & Verlag GmbH
- 2014: ab Folge 189 TKKG (als Kommissar Schalavsky)
- 2015: Folge 175 Die drei ??? Schattenwelt (als Jeremy Bright)
- 2018: Folge 128 Fünf Freunde Der unsichtbare Feind (als Bewohner)
- 2024: Folge 225 Die drei ??? und der Puppenmacher (als Mr. Rice)